# Lovell Augustus Reeve
Pour les articles homonymes, voir Reeve (nom).
Lovell Augustus Reeve est un éditeur et un naturaliste britannique, né en 1814 à Ludgate Hill en Londres et mort en 1865 à Covent Garden dans la même ville.

## Biographie
Cet éditeur britannique se spécialise dans l’édition d’ouvrages d’histoire naturelle dont la flore de Sir Joseph Dalton Hooker (1817-1911).
Il fait paraître une série d’ouvrages bon marché destinés à des débutants. William Lauder Lindsay (1829-1880) fait paraître en 1856 A popular history of British lichens : comprising an account of their structure, reproduction, uses, distribution, and classification (xxxii + 352 p.), George Brettingham Sowerby II (1812-1884) en 1854 Popular British conchology : A familiar history of the molluscs inhabiting the British Isles / George Brettingham Sowerby, Thomas Moore (1821-1887) en 1855 A Popular History of the British Ferns and the Allied Plants
Il est l'auteur de plusieurs publications sur les coquillages.